# Gynoplistia serrulata
Gynoplistia serrulata är en tvåvingeart som beskrevs av Alexander 1926. Gynoplistia serrulata ingår i släktet Gynoplistia och familjen småharkrankar. Inga underarter finns listade i Catalogue of Life.